# Coryphosima cytidonota
Coryphosima cytidonota är en insektsart som beskrevs av Nicholas David Jago 1970. Coryphosima cytidonota ingår i släktet Coryphosima och familjen gräshoppor. Inga underarter finns listade i Catalogue of Life.